# 小行星4052
小行星4052（4052 Crovisier）是一颗绕太阳运转的小行星，为主小行星带小行星。该小行星于1981年2月28日发现。

## 轨道参数
小行星4052的轨道半长轴为3.0226362 UA，离心率为0.073。
| 前一小行星： 小行星4051 | 小行星列表 | 後一小行星： 小行星4053 |